# Rio Haine
O rio Haine (nome na Bélgica) ou Hayne (nome na França) (em neerlandês:  Hene, em alemão:  Henne) é um rio localizado na Bélgica (região da Valónia) e França (departamento de Nord), afluente do rio Escault (ou Escalda, em português).
O rio Haine deu o seu nome ao histórico condado de Hainaut e mais recentemente à província de Hainaut, uma das dez províncias da Bélgica.
Nasce em Anderlues (Bélgica) e desagua em Condé-sur-l'Escaut (França). Passa pelas cidades de La Louvière, Mons e Saint-Ghislain. O seu nome está presente nas localidades de Bois-d'Haine, Haine-Saint-Pierre, Haine Saint-Paul e Ville-sur-Haine. Até Mons conserva o seu curso natural, mas depois desta cidade foi canalizado  para construir o Canal Pommerœul-Condé.
Historicamente, formava a fronteira entre o ducado de Brabante e o condado de Henao.

## Ligações externas

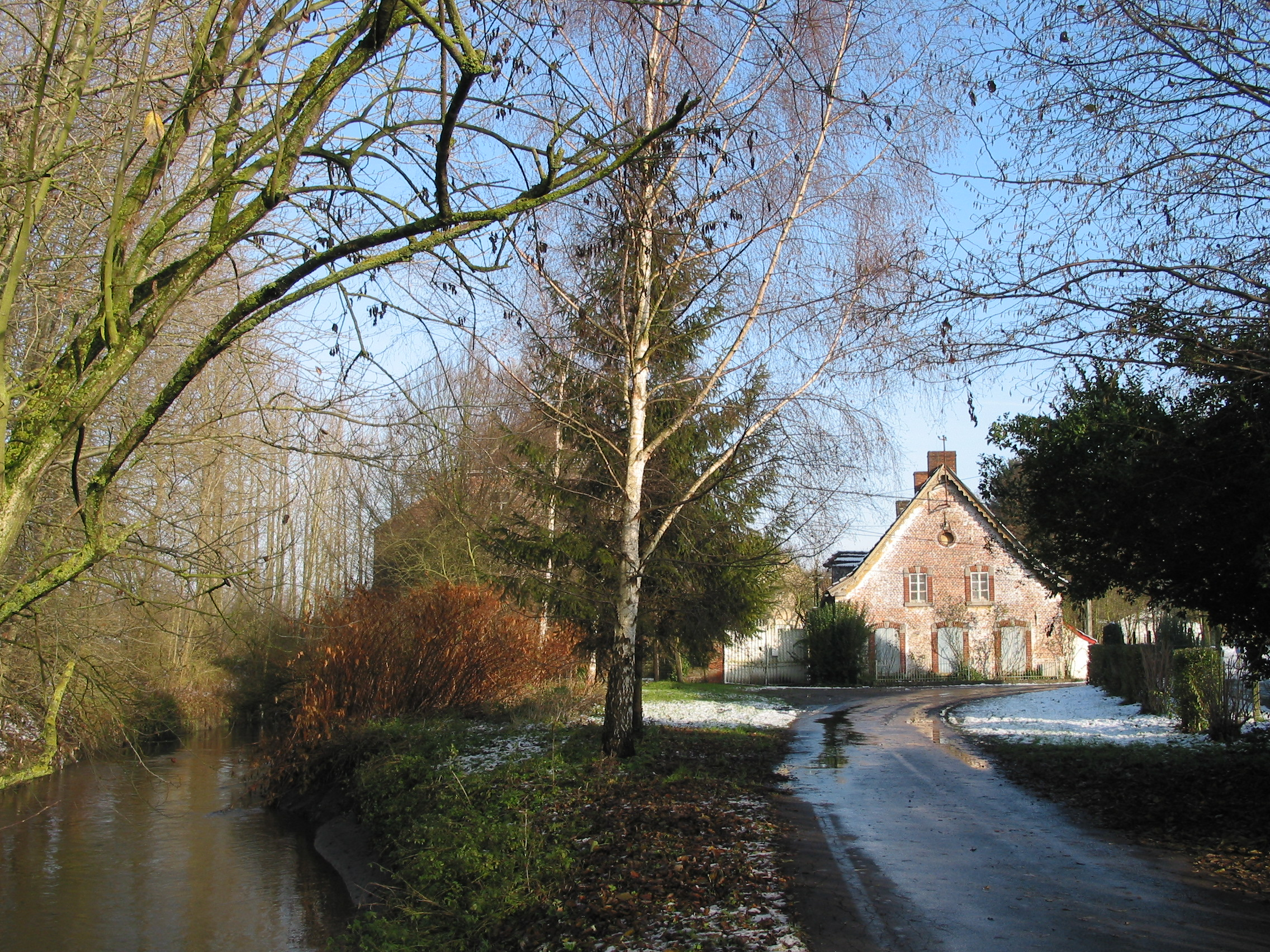
O rio Haine em Havré.

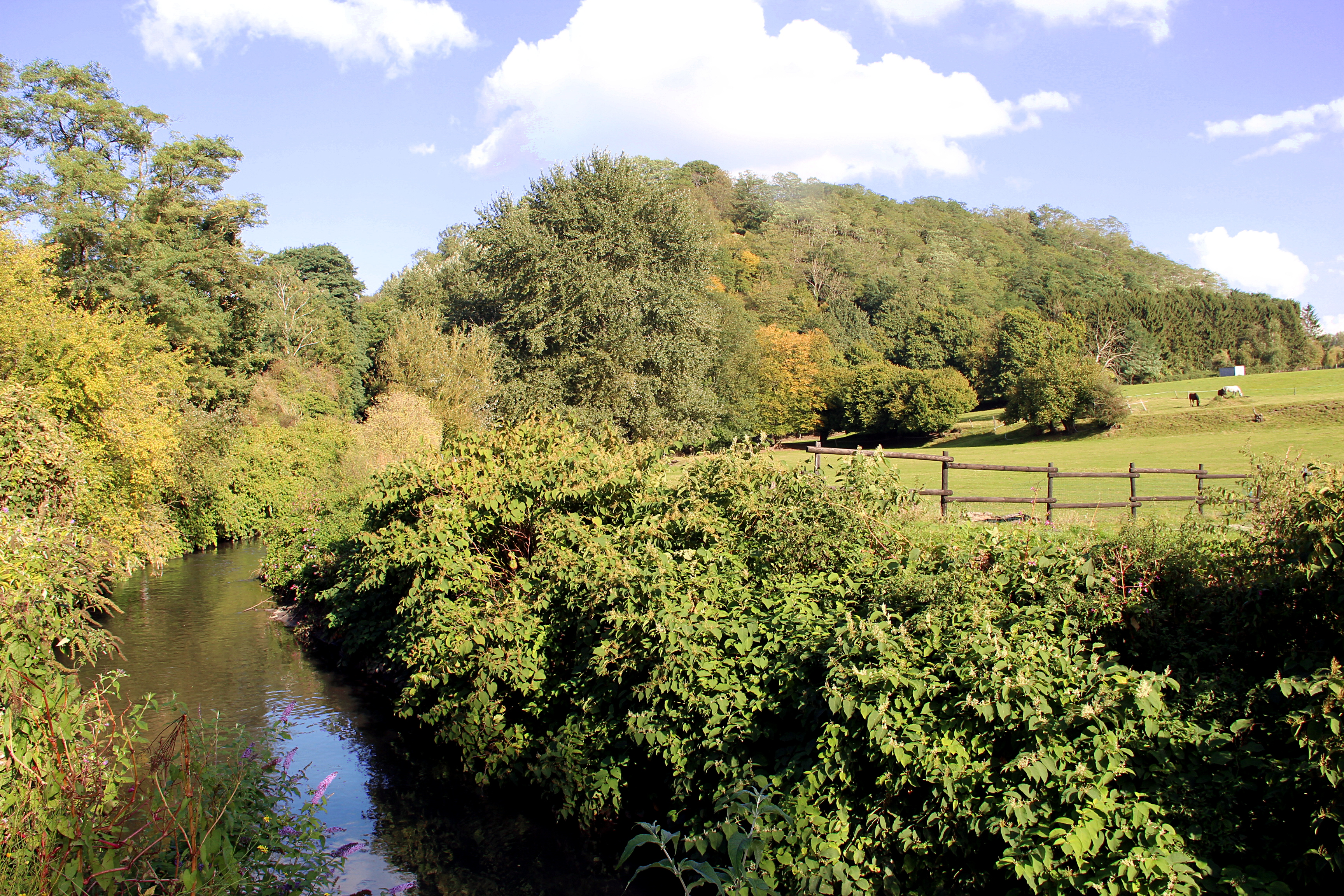
O rio Haine em Havré.